# NGC 1948
NGC 1948 (również ESO 85-SC85) – gromada otwarta powiązana z mgławicą emisyjną, znajdująca się w gwiazdozbiorze Złotej Ryby. Należy do Wielkiego Obłoku Magellana. Odkrył ją James Dunlop 6 listopada 1826 roku.